# Duck Dodgers in L'attacco dei droni
Duck Dodgers in L'attacco dei droni (Duck Dodgers in Attack of the Drones) è un cortometraggio d'animazione direct-to-video del 2004 diretto da Rich Moore. Il corto, che fa parte della serie Looney Tunes, è il secondo sequel de L'eroe del XXIV secolo e mezzo (1953) dopo Duck Dodgers e il ritorno del XXIV secolo e mezzo (1980) e fu prodotto per la distribuzione cinematografica abbinato a Una pazza giornata a New York, annullata dopo l'insuccesso di Looney Tunes: Back in Action. Fu infine inserito nel secondo disco dell'edizione DVD di Looney Tunes: Back in Action distribuita in Australia.
Il corto è una parodia della trilogia prequel della saga di Guerre stellari, e include cammei dei personaggi di Gazoo da Gli antenati e del dottor Zoidberg da Futurama.

## Trama
Un gruppo di mostri distrugge una flotta spaziale, quindi si dirige verso la Terra. Duck Dodgers partecipa a un consiglio per decidere il da farsi, e si rende conto di aver bisogno di un esercito. Così si reca in una fotocopiatrice per produrre 100 violentissime copie robot di se stesso. Dodgers invia i droni contro i mostri, che vengono uccisi. I droni però ritornano sulla Terra e causano caos e distruzione. Il presidente del consiglio ordina quindi a Dodgers di eliminarli. Dopo aver capito che i droni si comportano proprio come lui, Dodgers usa la loro avidità e vanità per attirarli in un capanno dove vengono ingannati con denaro e premi per farli cadere in una macchina tritatutto. Quando pensa di aver distrutto tutte e 100 le copie, vede che i droni si sono copiati a loro volta e il pianeta ne è invaso.

## Personaggi e doppiatori
| Personaggio               | Doppiatore originale | Doppiatore italiano |
| ------------------------- | -------------------- | ------------------- |
| Daffy Duck / Duck Dodgers | Jeff Bennett         | Marco Mete          |
| Presidente del consiglio  | Billy West           |                     |

## Edizioni home video
Il corto fu inserito nel secondo DVD-Video della raccolta The Essential Daffy Duck, uscita in America del Nord il 1º novembre 2011. Fu poi incluso come extra nell'edizione Blu-Ray Disc di Looney Tunes: Back in Action, uscita in America del Nord il 2 dicembre 2014.